# Вайхенмайер, Эрик
Эрик Вайхенмайер (Вайнмэйер, Вейенмайер) (англ. Erik Weihenmayer; род. 23 сентября 1968) — американский слепой атлет и путешественник. По состоянию на 2015 год, единственный в мире слепой человек, покоривший Эверест (25 мая 2001 года). С сентября 2002 года Вайхенмайер также является единственным слепым в числе 150 альпинистов, выполнивших программу «Семь вершин», заключающуюся в покорении самых высоких вершин всех частей света (сентябрь 2002).

## Биография
Эрик Вайхенмайер родился 23 сентября 1968 года в штате Нью-Джерси, США. Ослеп из-за ретиношизиса в 13 лет, но не позволил случившемуся ограничить себя в чём-либо. В молодости сосредоточился на одном виде спорта — борьбе — и достиг серьёзных результатов: представлял свой штат в национальном чемпионате по вольной борьбе. В 1993 году окончил бостонский колледж со степенью магистра и стал школьным учителем в Phoenix Country Day School в Paradise Valley, Аризона. Был тренером по борьбе в Фениксе, затем начал заниматься скалолазанием и пешеходным туризмом. По состоянию на 2015 год, Эрик Вайхенмайер является самым известным слепым путешественником в мире.
Он также занимался ездой на велосипеде, лыжным спортом, парапланеризмом, парашютизмом, дайвингом и сплавлялся по рекам. В сентябре 2014 года со своим слепым коллегой-каякером Лонни Бидвеллом (англ. Lonnie Bidwell), Вайхенмайер совершил сплав по реке Колорадо через Гранд-Каньон на расстояние в 277 миль (от Lee’s Ferry до Pierce Ferry).
Кроме спортивной, Эрик занимается общественной деятельностью — популяризирует спорт, читает лекции, пишет книги. Благодаря его выдающимся достижениям, приглашался на телевизионные передачи и появлялся на обложках журналов Time, Outside и Climbing Magazine. Он завершал эстафету Олимпийского огня на зимних Паралимпийских играх в Солт-Лейк-Сити в 2002 году и зажег Олимпийский факел. Лауреат премии ESPY журнала Time Magazine, ARETE Award, Helen Keller Lifetime Achievement award и Freedom Foundation’s Free Spirit Award.
Вайхенмайер женат: жена — Хелен, имеет двоих детей — дочь Эмма и сын Аржун.